# Rok hydrologiczny
Rok hydrologiczny – jednostka czasu używana w hydrologii przy obliczaniu bilansu wodnego danego obszaru. Podobnie jak rok kalendarzowy trwa 12 miesięcy. Rok hydrologiczny w Polsce rozpoczyna się jednak 1 listopada, a kończy 31 października. Związane jest to z retencją opadów w postaci śniegu i lodu w początkowym okresie roku hydrologicznego, co później uwidocznia się podczas wiosennych roztopów. W ten sposób nie występuje sytuacja, gdy opady z poprzedniego roku hydrologicznego mają wpływ na poziom wód w późniejszym okresie kolejnego roku hydrologicznego.
Rok hydrologiczny rozpoczyna się w Polsce 1 listopada poprzedniego roku kalendarzowego. Np. rok hydrologiczny 2009 rozpoczyna się 1 listopada 2008 roku.